# Brody Dalle
Pour les articles homonymes, voir Brody et Dalle.
Bree Joanna Alice Robinson, plus connue sous le pseudonyme de Brody Dalle, est une chanteuse australienne née le 1er janvier 1979 à Melbourne, Australie. 
Elle est la chanteuse et la guitariste du groupe The Distillers, ainsi que la chanteuse du groupe Spinnerette.

## Biographie

### Jeunesse et début de carrière
Bree Joanna Alice Robinson, de son vrai nom, est née à Melbourne en Australie. Ses parents divorcent, sa mère se remarie ensuite. Elle a une demi-sœur, Morgana Robinson qui est désormais comédienne. Dans une interview, Brody Dalle déclare avoir été sexuellement abusée par deux hommes lorsqu'elle était enfant.
Insolente et rebelle, elle est renvoyée de deux écoles catholiques.
Brody Dalle forme alors un groupe de musique nommé Sourpuss où elle est à la fois chanteuse et guitariste. Avec Sourpuss, elle a la chance de jouer au Australias Somersault Festival. C'est à ce festival qu'elle rencontre Tim Armstrong, le leader du groupe de punk Rancid.
Parmi ses influences musicales, elle cite les groupes Hole,  Nirvana, Babes in Toyland ou encore Bikini Kill.

### The Distillers
À l'âge de 18 ans, elle s'installe à Los Angeles avec Tim Armstrong, et forme un nouveau groupe : The Distillers, qui à l'époque, est composé de Brody Dalle, Kim Chi, Matt Young et Rose Mazzola. Ils enregistrent ensemble leur premier album : The Distillers.  Matt Young et Kim Chi quitteront le groupe peu après l'enregistrement de ce dernier (ils seront remplacés par Andy Granelli et  Ryan Sinn) tandis que Rose Mazzola restera pour l'enregistrement du deuxième album : Sing Sing Death House. Peu après la sortie de leur deuxième album, Mazzola quitte à son tour le groupe.
En 2003, Brody Dalle, Ryan Sinn, Andy Granelli et Tony Bradley enregistrent Coral Fang, leur dernier album. À la fin de la tournée de cet album, Ryan Sinn quitte The Distillers pour rejoindre le groupe Angels and Airwaves (ou AvA) avec notamment comme chanteur l'ancien guitariste/chanteur de Blink 182, Tom Delonge. Andy Granelli quitte également le groupe.

### Spinnerette

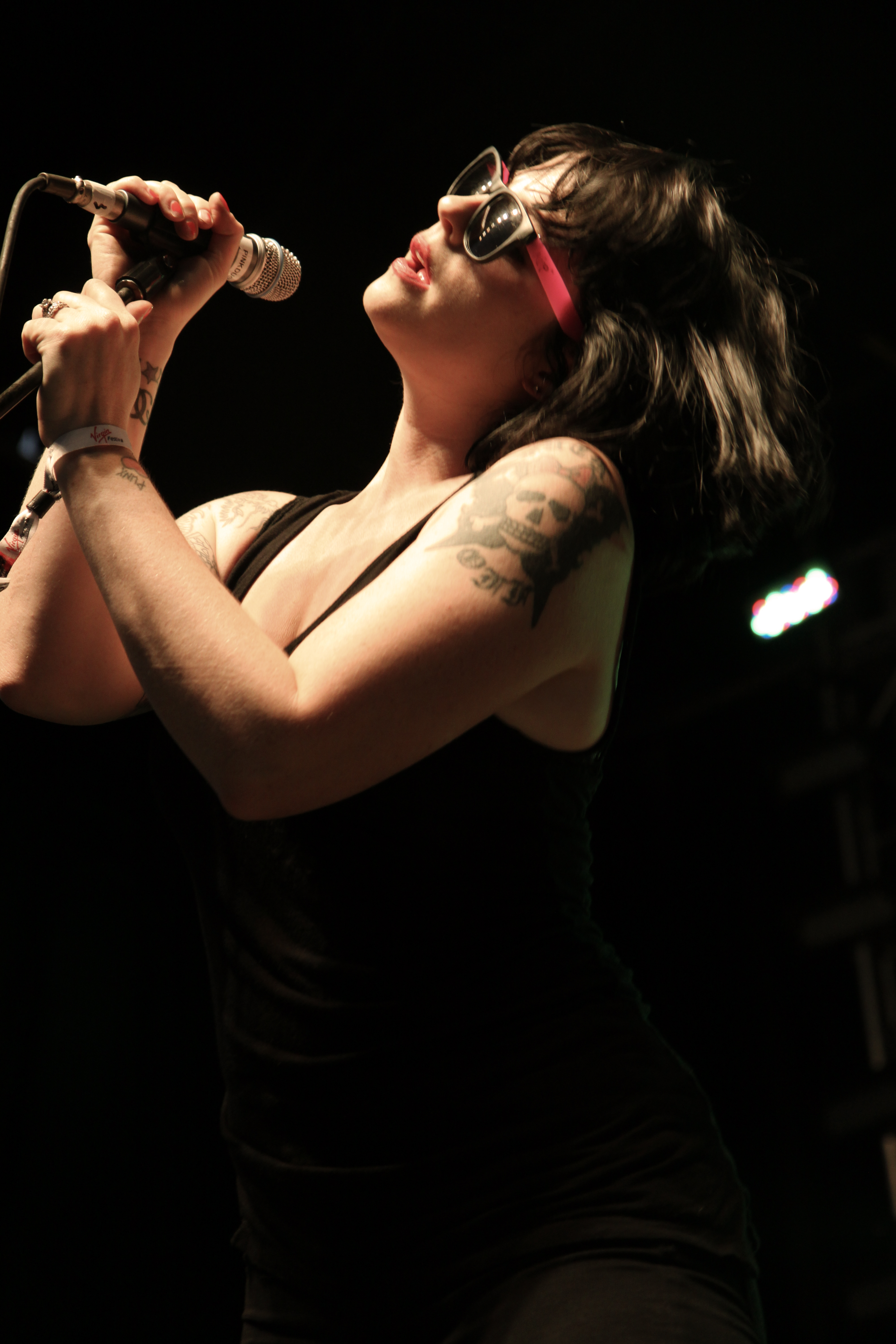
Brody Dalle en concert avec Spinnerette.

Après la séparation de The Distillers, Dalle commence à travailler sur un nouveau projet, Spinnerette. Le groupe Spinnerette est constitué de Brody Dalle au chant, du multi-instrumentiste Alain Johannes, de Tony Bevilacqua à la guitare et de Jack Irons à la batterie.
Fin 2008, leur premier EP appelé Ghetto Love sort. Puis, un album intitulé sobrement Spinnerette paraît le 17 juin 2009.

### Carrière solo
En 2014, Brody Dalle sort un premier album solo baptisé Diploid Love sur lequel figure des participations de Shirley Manson de Garbage, Emily Kokal  de Warpaint et Nick Valensi de The Strokes.

## Vie privée
Brody Dalle se marie à l'âge de 18 ans au chanteur et guitariste du groupe Rancid Tim Armstrong, de 13 ans son aîné. Ils divorcent en 2003, après 6 ans de vie commune.
Durant leur divorce, des photos de Brody Dalle embrassant le leader des Queens of the Stone Age Josh Homme sont publiées dans le magazine Rolling Stone. Armstrong déclare ne pas être au courant de cette relation et accuse Dalle d'adultère. La réaction des fans de Rancid est forte puisque Josh Homme reçoit plusieurs menaces de mort de la part de fans en colère.
Avec Josh Homme, elle met au monde son premier enfant le 17 janvier 2006 : une fille prénommée Camille Harley Joan Homme. Le couple se marie en 2007.
Le 12 août 2011, elle donne naissance à un garçon : Orrin Ryder Homme. Leur deuxième fils, Wolf Dillon Reece Homme naît le 13 février 2016.

## Discographie
Avec The Distillers
- The Distillers (EP) (1999)
- The Distillers (2000)
- Sing Sing Death House (2002)
- Coral Fang (2003)

Avec Spinnerette
- Ghetto Love EP (2008)
- Spinnerette (2009)

En solo
- Diploid love (2014)

Collaborations
- Transplants - Transplants (2002)
- Leftöver Crack - Rock the 40 Oz: Reloaded (2004)
- Queens of the Stone Age - Lullabies to Paralyze (2005)
- Eagles of Death Metal - Death by Sexy (2006)
- Queens of the Stone Age - Era Vulgaris (2007)
- Eagles of Death Metal - Heart On (2008)
- Nosfell - Nosfell (2009)
- Garbage - Girls Talk (2014)